# وایسنزه (برلین)
وایسنزه (به آلمانی: Berlin-Weißensee) یک منطقهٔ مسکونی در آلمان است که در پانکوو واقع شده‌است. وایسنزه ۴۵٬۴۸۵ نفر جمعیت دارد.